# Адміністративний устрій Іллінецького району
Адміністративний устрій Іллінецького району — адміністративно-територіальний поділ Іллінецького району Вінницької області на 1 міську громаду, 1 селищну громаду та 8 сільські ради, які об'єднують 54 населені пункти та підпорядковані Іллінецькій районній раді. Адміністративний центр — місто Іллінці.

## Список громадІллінецького району
- Дашівська селищна громада
- Іллінецька міська громада

## Список радІллінецького району
| № | Назва                        | Центр          | Населені пункти                                 | Площа км² | Місце за площею | Населення (2001), чол. | Місце за населенням |
| - | ---------------------------- | -------------- | ----------------------------------------------- | --------- | --------------- | ---------------------- | ------------------- |
| 1 | Бабинська сільська рада      | с. Бабин       | с. Бабин с. Даньківка с. Дашів                  |           |                 |                        |                     |
| 2 | Городоцька сільська рада     | с. Городок     | с. Городок с-ще Первомайське с. Чортория        |           |                 |                        |                     |
| 3 | Іллінецька сільська рада     | с. Іллінецьке  | с. Іллінецьке с. Романово-Хутір с-ще Хмельове   |           |                 |                        |                     |
| 4 | Китайгородська сільська рада | с. Китайгород  | с. Китайгород с. Кам'яногірка                   |           |                 |                        |                     |
| 5 | Криштопівська сільська рада  | с. Криштопівка | с. Криштопівка с-ще Вербівка с-ще Криштопівське |           |                 |                        |                     |
| 6 | Леухівська сільська рада     | с. Леухи       | с. Леухи                                        |           |                 |                        |                     |
| 7 | Росоховатська сільська рада  | с. Росоховата  | с. Росоховата с. Петро-Марківка                 |           |                 |                        |                     |
| 8 | Слободищенська сільська рада | с. Слободище   | с. Слободище                                    |           |                 |                        |                     |

* Примітки: м. — місто, смт — селище міського типу, с. — село, с-ще — селище